# Acarospora scrobiculata
Acarospora scrobiculata är en lavart som beskrevs av H.Magn.. Acarospora scrobiculata ingår i släktet spricklavar, och familjen Acarosporaceae. Arten har ej påträffats i Sverige.